# Diocesi di Penedo
La diocesi di Penedo (in latino Dioecesis Penedensis) è una sede della Chiesa cattolica in Brasile suffraganea dell'arcidiocesi di Maceió. Nel 2021 contava 1.004.815 battezzati su 1.065.700 abitanti. È retta dal vescovo Valdemir Ferreira dos Santos.

## Territorio

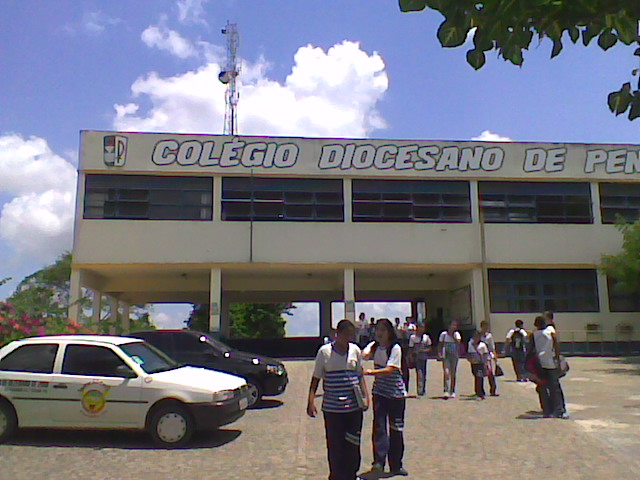
Il Colégio Diocesano di Penedo è un istituto d'istruzione gestito dalla diocesi.

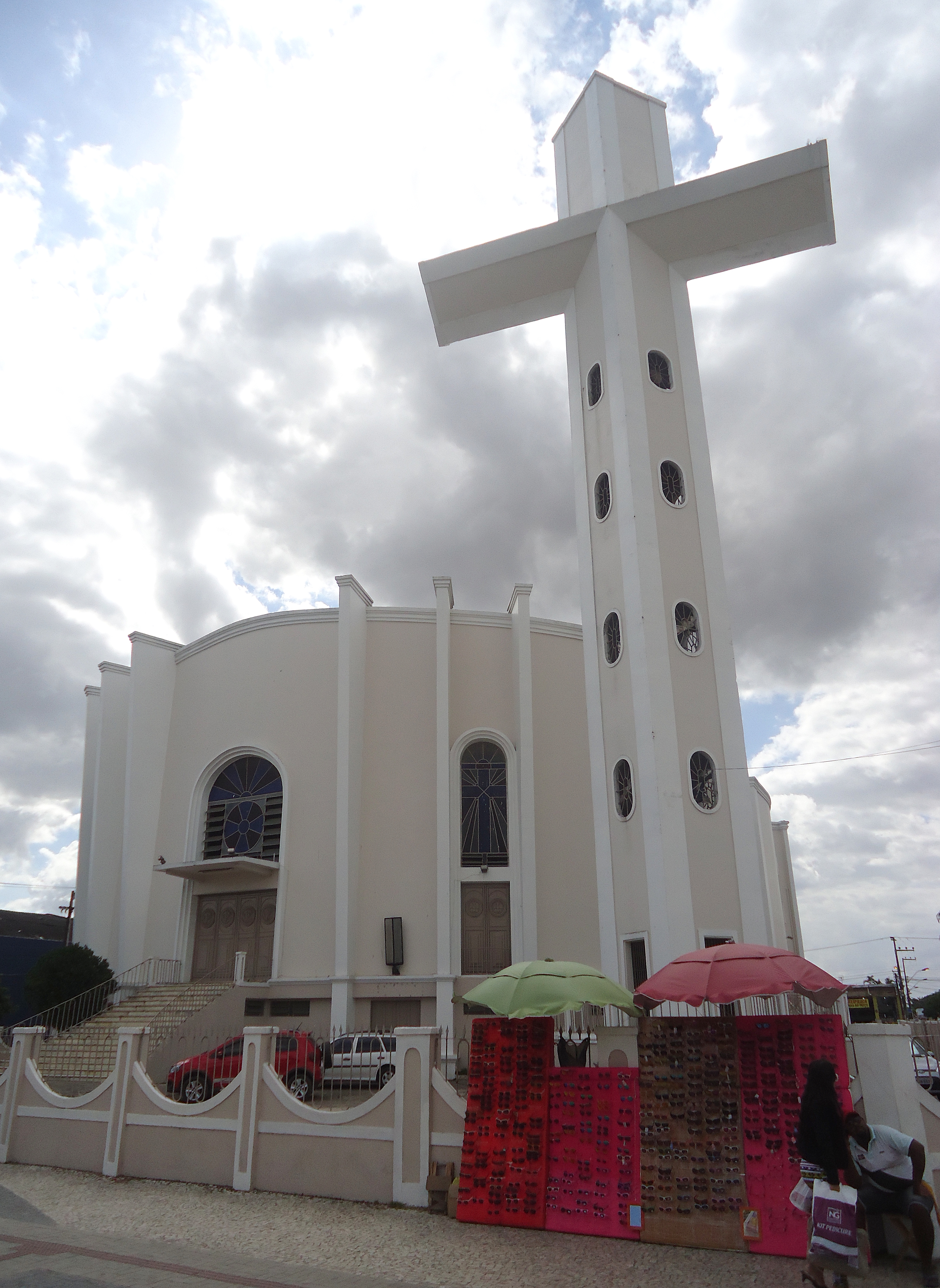
La concattedrale della Beata Vergine del Buon Consiglio di Arapiraca.

La diocesi comprende 31 comuni nella parte meridionale dello stato brasiliano dell'Alagoas: Penedo, Anadia, Arapiraca, Barra de São Miguel, Belém, Boca da Mata, Campo Alegre, Campo Grande, Coité do Nóia, Coruripe, Craíbas, Feira Grande, Feliz Deserto, Girau do Ponciano, Igreja Nova, Jequiá da Praia, Junqueiro, Lagoa da Canoa, Limoeiro de Anadia, Maribondo, Olho d'Água Grande, Piaçabuçu, Porto Real do Colégio, Roteiro, São Brás, São Miguel dos Campos, São Sebastião, Tanque d'Arca, Taquarana, Teotônio Vilela e Traipu.
Sede vescovile è la città di Penedo, dove si trova la cattedrale di Nostra Signora del Rosario. Ad Arapiraca sorge la concattedrale della Beata Vergine del Buon Consiglio.
Il territorio si estende su 8.905 km² ed è suddiviso in 48 parrocchie.

## Storia
La diocesi è stata eretta il 3 aprile 1916 con la bolla Catholicae Ecclesiae cura di papa Benedetto XV, ricavandone il territorio dalla diocesi dell'Alagoas (oggi arcidiocesi di Maceió).
Originariamente suffraganea dell'arcidiocesi di Olinda (oggi arcidiocesi di Olinda e Recife), il 13 febbraio 1920 è entrata a far parte della provincia ecclesiastica di Maceió.
Il 10 febbraio 1962 ha ceduto una porzione del suo territorio a vantaggio dell'erezione della diocesi di Palmeira dos Índios.
Il 9 luglio 1984 la chiesa della Beata Vergine del Buon Consiglio di Arapiraca è stata elevata a concattedrale mediante il decreto Cum urbs della Congregazione per i vescovi.

## Cronotassi dei vescovi
Si omettono i periodi di sede vacante non superiori ai 2 anni o non storicamente accertati.
- Jonas de Araújo Batinga † (28 gennaio 1918 - 30 luglio 1940 deceduto)
  - Sede vacante (1940-1943)
- Fernando Gomes dos Santos † (9 gennaio 1943 - 1º febbraio 1949 nominato vescovo di Aracaju)
- Felix César da Cunha Vasconcellos, O.F.M. † (30 marzo 1949 - 3 aprile 1957 nominato arcivescovo coadiutore di Florianópolis[2])
- José Terceiro de Sousa † (9 novembre 1957 - 24 marzo 1976 dimesso)
- Constantino José Lüers, O.F.M. † (24 marzo 1976 - 26 gennaio 1994 ritirato)
  - Sede vacante (1994-1997)
- Valerio Breda, S.D.B. † (30 luglio 1997 - 16 giugno 2020 deceduto)
- Valdemir Ferreira dos Santos, dal 18 agosto 2021

## Statistiche
La diocesi nel 2021 su una popolazione di 1.065.700 persone contava 1.004.815 battezzati, corrispondenti al 94,3% del totale.
| anno | popolazione | popolazione | popolazione | presbiteri | presbiteri | presbiteri | presbiteri                | diaconi | religiosi | religiosi | parrocchie |
| anno | battezzati  | totale      | %           | numero     | secolari   | regolari   | battezzati per presbitero | diaconi | uomini    | donne     | parrocchie |
| ---- | ----------- | ----------- | ----------- | ---------- | ---------- | ---------- | ------------------------- | ------- | --------- | --------- | ---------- |
| 1950 | 300.000     | 301.000     | 99,7        | 36         | 22         | 14         | 8.333                     |         | 14        | 32        | 17         |
| 1966 | 350.000     | 352.000     | 99,4        | 25         | 21         | 4          | 14.000                    |         |           |           | 17         |
| 1970 | 350.000     | 353.000     | 99,2        | 30         | 25         | 5          | 11.666                    |         | 5         | 70        | 18         |
| 1976 | 444.050     | 446.050     | 99,6        | 22         | 20         | 2          | 20.184                    |         | 6         | 31        | 18         |
| 1980 | 537.000     | 550.000     | 97,6        | 20         | 18         | 2          | 26.850                    |         | 4         | 39        | 18         |
| 1990 | 598.000     | 645.000     | 92,7        | 29         | 27         | 2          | 20.620                    | 1       | 4         | 39        | 26         |
| 1999 | 745.000     | 767.000     | 97,1        | 33         | 31         | 2          | 22.575                    | 1       | 3         | 27        | 27         |
| 2000 | 736.000     | 758.177     | 97,1        | 37         | 35         | 2          | 19.891                    | 1       | 3         | 28        | 28         |
| 2001 | 792.000     | 816.156     | 97,0        | 35         | 32         | 3          | 22.628                    | 1       | 4         | 28        | 28         |
| 2002 | 799.000     | 824.000     | 97,0        | 37         | 34         | 3          | 21.594                    | 1       | 3         | 27        | 28         |
| 2003 | 796.000     | 821.604     | 96,9        | 40         | 37         | 3          | 19.900                    | 1       | 3         | 33        | 28         |
| 2004 | 774.100     | 832.365     | 93,0        | 34         | 32         | 2          | 22.767                    | 1       | 2         | 25        | 28         |
| 2013 | 942.000     | 1.011.000   | 93,2        | 59         | 52         | 7          | 15.966                    |         | 13        | 42        | 37         |
| 2016 | 965.800     | 1.035.000   | 93,3        | 60         | 55         | 5          | 16.096                    | 9       | 19        | 34        | 38         |
| 2019 | 989.125     | 1.059.000   | 93,4        | 65         | 56         | 9          | 15.217                    | 10      | 22        | 32        | 43         |
| 2021 | 1.004.815   | 1.065.700   | 94,3        | 68         | 60         | 8          | 14.776                    | 10      | 22        | 32        | 48         |